# Pachycephala homeyeri
Pachycephala homeyeri là một loài chim trong họ Pachycephalidae.